# Arrondissement di Mayenne
L'arrondissement di Mayenne è una suddivisione amministrativa francese, situata nel dipartimento della Mayenne e nella regione dei Paesi della Loira.

## Composizione
L'arrondissement di Mayenne raggruppa 102 comuni in 12 cantoni:
- cantone di Ambrières-les-Vallées
- cantone di Bais
- cantone di Couptrain
- cantone di Ernée
- cantone di Gorron
- cantone di Le Horps
- cantone di Landivy
- cantone di Lassay-les-Châteaux
- cantone di Mayenne-Est
- cantone di Mayenne-Ovest
- cantone di Pré-en-Pail
- cantone di Villaines-la-Juhel